# ورق البرشمان

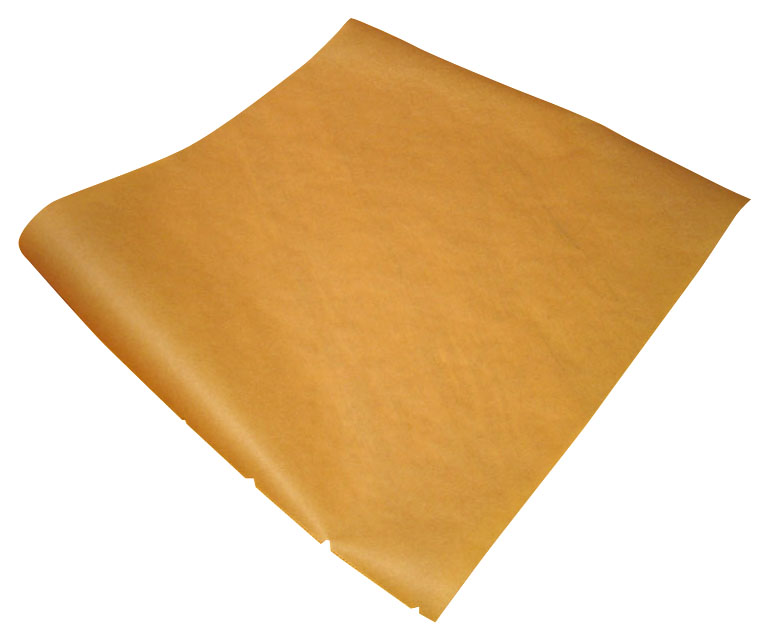
ورق الزبدة.

ورق الزبدة أو ورق البرشمان (بالإنجليزية: Parchment paper)‏ هو عبارة عن ورق مقوى بالسيليلوز يتم استخدامه في تغليف الخبز كسطح غير لاصق، يمكن التخلص منه بسهولة. لا ينبغي الخلط بينه وبين الورق المشمع، المعروف أيضا باسم ورق الشمع أو نادرا ما يكون ورقة زبدة.

## الفرق بين ورق المشمع وورق الزبدة
ورق المشمع وورق الزبدة يستخدماً في الطبخ، لكن ورق الزبدة يتميز عن ورق المشمع، بأنه لا يلتصق بالأطعمة والمعجنات.

## الإستخدامات
الاستخدام الشائع هو تغليف الأطعمة كالمعجنات والمخبوزات. كما يستخدم ورق الزبدة في طهي الحلويات، وهي تقنية يتم فيها طهي الطعام على البخار أو طهيها داخل أكياس مغلقة مصنوعة من ورق الزبدة .
يمكن استخدام ورق المخبوزات في معظم الاستخدامات التي يستخدم بها الورق المشمع كسطح غير لاصق. والعكس ليس صحيحاً، لأن استخدام ورق الشمع سيسبب احتراقاً في الفرن ويؤثر على المذاق.